# 桜井花奈
桜井 花奈（さくらい はな、1996年5月14日 - ）は、日本のグラビアアイドル、タレント。旧芸名は足立 華（あだち はな）。女性アイドルグループ「sherbetNEO」の元メンバーでY3K的ガールズグループ「メモリ」のメンバー。愛称はおはな。
神奈川県出身。Be SAINT.所属。

## 経歴
「足立華」として2018年5月にデビュー、当時はヴィズミックに所属していた。
2021年6月19日、女性アイドルグループ「sherbet」の妹分として結成された「sherbetNEO」の候補生としてお披露目され、同年7月27日に正規メンバーに昇格、オレンジ色担当となる。同年11月30日にsherbetNEOのメンバーとしての活動を辞退する。
2022年4月16日、芸名を「足立華」から「桜井花奈」（さくらい はな）に改名することを自身のTwitter（現・X）で報告した。
2024年3月9日、Y3K的ガールズグループ「メモリ」のメンバーとしてデビュー。

## 作品

### イメージDVD
- 足立華名義
  - 『華が咲くとき』（2021年2月18日、竹書房）
  - 『ご主人様とメイドさん』（2021年7月21日、竹書房）
- 桜井花奈名義　
  - 『清純アブノーマル』（2023年3月28日、AirContorol）

### 雑誌・デジタル写真集
- バイク雑誌GRUUU
- FLASH（光文社)
- サイゾー
- EX MAX（文友舎）
- デジタル写真集・Sabra等、多数

### MV
- 「マスカット」ゆず（2018年）

### その他
- ミス湘南2017
- 元夢みるアドレセンス候補生
- TGBラウンドガール
- sherbetNEO（オレンジ色担当）

## 出演

### テレビ（地上波・インターネット）
- どっぷりアプリ（BS11）
- テンゴちゃん（NHK）
- 「全日本○○グラドルコンテスト」演技編、お嬢様編（ABEMATV）
- 24時間テレビ ドラマスペシャル「絆のペダル」（2019年5月24日、日本テレビ） - 看護師 役
- 内村さまぁ〜ず・今年こそ人間ドックで体の不安を解消したい男達!!2019（2019年12月16日）
- SEDAI WARS 第3話（2020年1月22日、TBS） - キャバ嬢 役
- SONGS（2023年6月22日、NHK） - さだまさしバックコーラス
- インフォーマ（2023年、関西テレビ） - キャバ譲役
- ソロ活女子のススメ4 第11話（2024年6月13日、テレビ東京） - ホテル受付 役[7]

### 舞台
- 「明日魔法使いになる方法」 - カリナ 役
- 命のコンサート音楽劇赤毛のアン - プリシラ 役
- 郡司企画「不思議の国のアリス」 - 主役
- 洗足学園音楽大学本公演オズの魔法使いWIZ - マンチキン 役
- ブイラボミュージカルショパンと過ごした8日間 - セレナ 役
- 朗読パンダ「TALKING&SQUEA」 - 主役
- 「BLOODBLACKERTHANNIGHT」 - ヒロイン役
- 劇団ドリームプリンセス「カーテンコール」
- ミュージカル「悪ノ娘」
- 「HATTORI 半蔵III~再舞~」
- ミュージカル「SIGNS!~微力だけど無力じゃない~」
- 朗読パンダ「SEVENTHSTAIR」
- ビックリマン☆ザ☆ステージ
- 劇団XQESTブラック西遊記 - 朱雀 役
- トイレの花子さんたち（2022年5月25日 - 29日）
- 骸骨ストリッパー　フクロウとネコ（2023年1月27日 - 30日） - ネコ 役